# Up All Night (Blink-182)
Up All Night è un brano musicale dei blink-182, pubblicato come singolo che anticipa l'album Neighborhoods, uscito nel settembre 2011.

## Descrizione
Tom DeLonge, chitarrista e voce, Mark Hoppus bassista e voce, e Travis Barker batterista, suonano la canzone con questa formazione. La canzone inizia con un riff di basso (con l'effetto Phaser), seguito da un altro riff di chitarra distorta; in seguito DeLonge inizia a cantare alternandosi un verso si e un verso no con Hoppus. Poi troviamo il pre-chorus e il chorus cantati da DeLonge con una seconda voce di Mark. 

## Pubblicazione
La canzone è uscita per prima ad una radio di Los Angeles alle 17:00 circa (ora locale) poi trasmessa dal resto delle radio e pubblicizzata sul sito ufficiale dei blink-182.
Pochi giorni dopo l'uscita del singolo, Hoppus dichiarò, in quel momento non ufficialmente, che l'album in uscita si sarebbe intitolato Neighborhoods. Successivamente spiegò "che il titolo è scaturito dall'istaurazione di un paragone tra una città e i blink per il quale quando si sono riformati hanno scoperto che loro tre sono molto diversi, ma che messi assieme fanno qualcosa che gli piace, come i quartieri (appunto "neighborhoods" in inglese) che formano una città".

## Classifiche
| Classifica (2011)             | Posizione |
| ----------------------------- | --------- |
| Canada                        | 58        |
| Regno Unito                   | 48        |
| Stati Uniti                   | 65        |
| Stati Uniti (alternative)     | 3         |
| Stati Uniti (mainstream rock) | 31        |
| Stati Uniti (rock)            | 6         |

## Formazione
- Mark Hoppus, bassista, voce
- Tom DeLonge, chitarrista, voce
- Travis Barker, batterista